# Sint-Lievens-Esse
Sint-Lievens-Esse (fr. Essche-Saint-Liévin) – dzielnica (deelgemeente) gminy Herzele w Belgii, w Regionie Flamandzkim, w prowincji Flandria Wschodnia, w okręgu Aalst. 1 stycznia 2020 roku liczyła 2052 mieszkańców. Do 31 grudnia 1976 samodzielna gmina.  

## Demografia
Liczba mieszkańców, stan na 1 stycznia:
| Rok                | 1930 | 1961 | 2020 |
| ------------------ | ---- | ---- | ---- |
| Liczba mieszkańców | 2512 | 2135 | 2052 |